# 菲利浦·赫爾維格

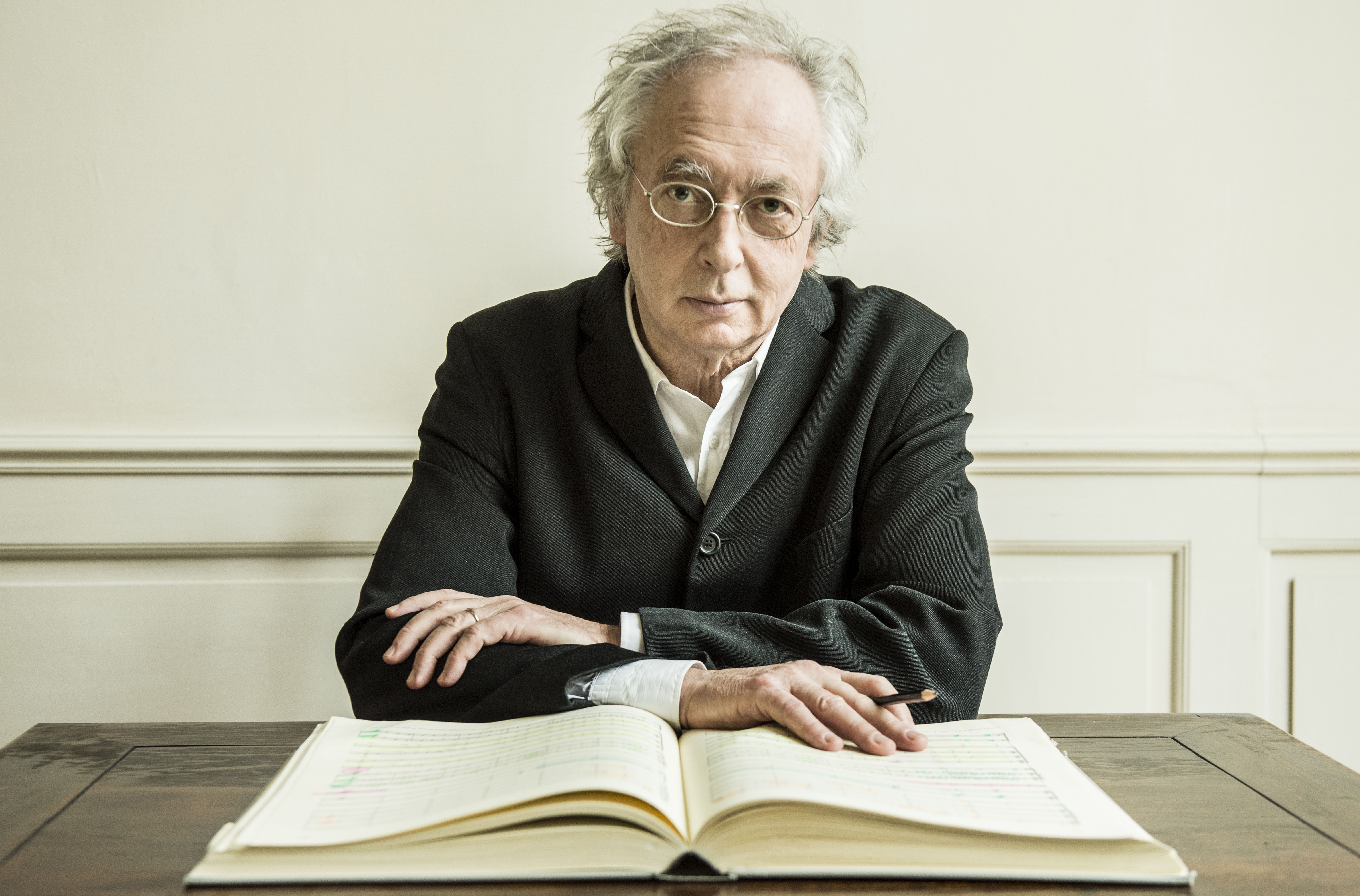
2013年的赫爾維格

菲利浦·瑪利亞·弗朗索瓦·赫爾維格爵士（Philippe Maria François Herreweghe, Knight Herreweghe；1947年5月2日—）是一位比利時指揮家。赫尔维格为古乐运动与复古风格演奏的代表，他創立了專事古樂演奏的樂團La Chapelle Royale以及根特合唱社，是巴赫作品的權威指揮者，擅長文藝復興與巴洛克主義作品的詮釋，偶也接觸早期浪漫主義的創作。

## 生平

### 早年
赫爾維格在根特出生，由母親啟蒙鋼琴演奏。大學時期在根特大学研修保健醫療（medical science）和精神醫學（psychiatry），同時在根特音樂院繼續自己的音樂教育。他的鋼琴教授是梅纽因的鋼琴合作Marcel Gazelle。

### 職業生涯
七〇年代赫爾維格開始嘗試指揮，1970年創建了根特合唱社。他們的活動很快被古樂指揮哈农库特和莱昂哈特留意，並各自邀請赫爾維格和合唱團參與其錄音製作。根特合唱社目前是歐洲領銜的大型合唱團之一，受到歐洲聯盟的經費支持，並定期參與如奇吉亞納音樂學院主導的教育活動。
１977年，La Chapelle Royale在巴黎成立，這個樂團專門演奏法國音樂「黃金年代」的作曲家如坎普拉、吕利、夏庞蒂埃、德拉兰德、Dumont和Gilles等人的作品。1982年至2002年之間，他是Académies Musicales de Saintes的藝術總監。赫爾維格也是數支專事古樂演奏的創建者和代表人物，包括：歐洲合唱團（Ensemble Vocal Européen）、Orchestre des Champs-Élysées等等。
除了早期作品的詮釋之外，赫爾維格在主流作品（如貝多芬、馬勒）也有建樹。自1997年起他便擔任弗萊明皇家愛樂樂團（現名安特衛普交響樂團）首席指揮一職。此外他也與王家音樂廳管弦樂團、鹿特丹愛樂樂團、柏林爱乐乐团、维也纳爱乐乐团等知名樂團有所合作。
赫爾維格是唱片品牌和諧世界的代表藝人，合作錄製了超過60張專輯。

## 作品

### 商業錄音
赫爾維格與和諧世界、Virgin、Pentatone等中等規模的品牌有相當密切的合作。值得注意的是，即使負有巴赫權威之名，他的錄音曲目事實上非常廣泛，從拉絮斯到勋伯格皆有接觸。2010年，與Outhere Music合作了自己的個人品牌「φ」。

#### φ
- 馬勒第4號交響曲（編號#LPH 001），2010年
- 巴赫B小調彌撒曲（LPH 004），2011年
- 貝多芬莊嚴彌撒（LPH 007），2011年
- 莫扎特第39號、第40號與第41號交響曲（LPH 011），2012年
- 海頓神劇《四季》（LPH 013），2013年
- 海頓神劇《創世紀》（LPH 018），2014年
- 舒伯特第1號、第3號與第4號交響曲（LPH 019），2014年
- 勃拉姆斯第4號交響曲、女中音狂想曲、命運之歌（LPH 025），2017年

#### Pentatone
- 貝多芬全本交響曲，與弗萊明皇家愛樂（編號#PTC 5186312），2011年
- 舒伯特全本交響曲，與弗萊明皇家愛樂（編號#PTC 5186446），2012年

## 獲獎與榮譽
- 法國二等藝術與文學勳章，1994年
- 比利時騎士爵位，2000年[3]
- 法國榮譽軍團勳章，2003年
- 萊比錫巴赫獎章，2010年
- 倫敦皇家音樂學院巴赫獎，2016年[4]

## 個人生活
與Ageet Zwiestra成婚。

## 外部連結
- 菲利浦·赫爾維格的Discogs页面（英文）